# دينا لاندون
دينا لاندون (بالإنجليزية: Dena Landon)‏ (18 نوفمبر 1977)؛ كاتِبة مُتخصِّصة في أدب الأطفال وروائية أمريكية.